# Isa Crescenzi
Isa Crescenzi (...) è un'attrice italiana.

## Biografia
Nel 1955 Lucio Ardenzi la coinvolse in una tournée in America meridionale che toccò Brasile, Argentina e Uruguay. La tournée venne organizzata con l'appoggio del Ministero dello Spettacolo e coinvolse molti attori teatrali del momento come Enrico Maria Salerno, Luigi Vannucchi, Anna Proclemer, Giorgio Albertazzi, Renzo Ricci, Eva Magni, Glauco Mauri, Davide Montemurri, Franca Nuti, Tino Buazzelli e Bianca Toccafondi. 
Attiva negli anni '60 del XX secolo, ebbe vari ruoli da comprimaria in numerosi film dell'epoca e come ruoli principali si possono ricordare quello di Giulia ne I fuorilegge del matrimonio (1963) con Ugo Tognazzi, per la regia di Valentino Orsini e Paolo e Vittorio Taviani. Sempre nello stesso anno recitò ne Il comandante, con Totò, e in Amore in 4 dimensioni, nell'episodio Amore e Vita (1964).
Contemporaneamente al cinema fu molto attiva in televisione, recitando in vari sceneggiati dell'epoca, come Giallo club - Invito al poliziesco (un episodio, 1961), Una tragedia americana (quattro episodi, 1962), Ritorna il tenente Sheridan (un episodio, 1963). Nel 1966 fu l'antagonista nello sceneggiato I legionari dello spazio  (1966) con Carlo Croccolo. Recitò inoltre nei film per la televisione La casa sull'acqua (1960), Il furfantello dell'ovest (1962), La statua incantata (1965), Il pensiero (1966), Miracolo (1967).
Nel 1964 fu tra le attrici e conduttrici della trasmissione Specchio segreto di Nanni Loy, in cui vittima dello scherzo fu il calciatore del Bari Biagio Catalano.

## Filmografia
- Saffo, venere di Lesbo, regia di Pietro Francisci (1960)
- Il bell'Antonio, regia di Mauro Bolognini (1960)
- Giorno per giorno, disperatamente, regia di Alfredo Giannetti (1961)
- I fuorilegge del matrimonio, regia di Valentino Orsini e Paolo e Vittorio Taviani (1963)
- Il comandante, regia di Paolo Heusch (1963)
- Amore in 4 dimensioni, regia di Massimo Mida, Gianni Puccini e Mino Guerrini (1964)